# Juno Frankie Pierce
Juno Frankie Seay Pierce, nata Juno Frankie Seay, nota anche col nome di Frankie Pierce o J. Frankie Pierce (Nashville, 1864 – Nashville, 28 marzo 1954), è stata un'insegnante e suffragetta statunitense. La Pierce aprì la Tennessee Vocational School for Colored Girls nel 1923 e prestò servizio come sovrintendente fino al 1939. La scuola continuò a funzionare fino al 1979. Figlia di uno schiavo, Juno si rivolse alle donne bianche alla Tennessee League of Women Voters, tenutasi nel Tennessee State Capitol nel maggio 1920.

## Biografia

### Primi anni e formazione
Nata Juno Frankie Seay a Nashville, nel Tennessee, intorno al 1864, suo padre era Frank Seay, un liberto e sua madre, Nellie Seay, era una schiava domestica del colonnello Robert Allen, un membro della Camera dei rappresentanti degli Stati Uniti della Contea di Smith. La Frankie Pierce ha frequentato la John G. McKee Freedmen's School, fondata come missione presbiteriana  e situata a Nashville. Ha continuato la sua formazione presso la Roger Williams University di Nashville.

### Carriera
Insegnò alla Bellview School, una scuola pubblica per bambini neri.

#### Scuola professionale del Tennessee per ragazze di colore
A Nashville, le donne di colore organizzarono club religiosi e laici per perseguire i loro obiettivi di giustizia sociale, come scuole migliori, assistenza all'infanzia e case di insediamento. Juno fu una delle fondatrici della Negro Women's Reconstruction League, di cui è stata presidente. È stata una delle fondatrici della Nashville Federation of Colored Women's Clubs e ha anche fatto parte del primo comitato di gestione della Blue Triangle League della YWCA.  
I membri di questi club guidati da lei marciarono verso l'ufficio del sindaco per chiedere bagni pubblici per le donne di colore nel centro di Nashville. Come risultato, Montgomery Ward installò servizi igienici per donne di colore nel suo negozio.
Uno dei suoi obiettivi era quello di fondare una scuola professionale, sostenuta dallo stato per i bambini neri delinquenti. Dato che i bambini neri non potevano frequentare le scuole dei bianchi, l’unica alternativa era portarli in prigione. La Pierce lavorò con i club per fare pressioni affinché la legislazione istituisse la scuola, aiutata dalla cancelliera della Fisk University Minnie Lou Crosthwaite. Dopo l'approvazione del XIX emendamento nel 1920, che conferiva alle donne il diritto di voto in tutta la nazione, l'Assemblea generale del Tennessee approvò un disegno di legge che istituiva la Tennessee Vocational School for Coloured Girls il 7 aprile 1921.
La scuola aprì al n. 2700 di Heiman Street a Nashville l'8 ottobre 1923. La scuola forniva formazione accademica e professionale alle ragazze di età compresa tra 12 e 15 anni, fino alla nona elementare. Frankie Pierce ne fu sovrintendente, posizione che mantenne fino al 1939. Implementò un programma di sviluppo personale che sottolineava l'importanza della salute, della ricreazione, dei bisogni fisici, della formazione morale e della religione. La scuola ha servito 35 studenti provenienti da tutto il Tennessee nei suoi primi anni, ma in seguito è cresciuta.
La scuola era sostenuta dalla Federazione cittadina dei club delle donne di colore, della quale lei fu l'organizzatrice. La dottoressa Mattie E. Coleman accompagnò la Pierce come sovrintendente e prestò servizio fino alla sua morte nel 1942.

#### Movimento per il suffragio
Frankie Pierce e Mattie E. Coleman, una dottoressa afroamericana e leader femminista nella Chiesa episcopale metodista di colore, furono tra le suffragette nere più attive nel Tennessee. Contribuirono a convincere 2.500 donne nere a votare nelle elezioni municipali di Nashville del 1919, le prime elezioni della città in cui le donne nere potevano votare.
Nel 1919, mentre le persone in Tennessee lavoravano a favore o contro la possibilità di diventare il 36° a ratificare il XIX emendamento della Costituzione degli Stati Uniti, che conferiva alle donne il diritto di voto, il movimento per il suffragio era per lo più segregato, soprattutto nelle Leggi Jim Crow. Ma i club delle donne nere lavorarono con i club delle donne bianche su varie questioni sociali, e questi collegamenti favorirono un'alleanza a Nashville sul suffragio. I club delle donne nere avevano collaborato con le organizzazioni per il suffragio bianco per ottenere il voto nelle elezioni municipali del 1919.
Catherine Kenny, presidente della Tennessee Equal Suffrage League, rimase impressionata dalle capacità organizzative della Frankie Pierce e la invitò a parlare alla prima convention della Tennessee League of Women Voters, tenutasi nel Campidoglio di Nashville nel maggio 1920. Questo discorso di una donna nera a diverse centinaia di donne bianche nel Campidoglio del Tennessee è chiamato da Elaine Weiss "un esperimento di rottura di un tabù nella cooperazione politica".
Nel suo discorso la Frankie Pierce ha chiesto, "Cosa farà la donna negra con il voto?... Sì, staremo dalla parte delle donne bianche. Siamo ottimisti perché abbiamo fiducia nelle migliori donne bianche del paese, di Nashville. Vi renderemo orgogliosi di noi, perché vi aiuteremo ad aiutare noi e voi stessi". Ha continuato, "Siamo interessati alla stessa elevazione morale della comunità in cui viviamo come voi... Chiediamo solo una cosa: un accordo equo". Il programma che ha offerto queste donne bianche era "una scuola professionale statale, un dipartimento di assistenza all'infanzia dello stato e più spazio nelle scuole statali". La Lega adottò la scuola come parte della sua agenda legislativa ed esercitò ampie pressioni a suo favore.
Anita Goodstein definisce l’offerta delle donne nere di cooperazione con le suffragette bianche in cambio di benefici specifici una "rara alleanza" e osserva che ciò è avvenuto solo a Nashville. Attribuisce a Frankie Pierce, Mattie E. Coleman e Catherine Kenny il merito per la loro audacia.

### Vita privata
Sposò Clement J. Pierce e si trasferì con lui a Paris, Texas. Dopo la sua morte tornò a Nashville per vivere con sua madre, Nellie Seay. Con sua madre era attiva nella First Coloured Baptist Church, Capitol Hill.
Anche sua nipote, Nellie Griswold Francis, era una importante suffragetta, nonché un attivista contro il linciaggio e per i diritti civili.

## Eredità
La serie di conferenze di Frankie J. Pierce fu organizzata da donne del Tennessee tra cui la senatrice di Stato Thelma Harper e la deputata Lettie Galloway per celebrare la storia delle donne afroamericane. Il 26 agosto 2016, come parte del Women's Equality Day, un monumento di Alan LeQuire fu inaugurato nel Centennial Park di Nashville, con raffigurazioni della Pierce, Carrie Chapman Catt, Anne Dallas Dudley, Abby Crawford Milton e Sue Shelton White.